# خيسوس أغيلار بوينو
خيسوس أغيلار بوينو هو سياسي مكسيكي، ولد في 12 أغسطس 1968 في Ciudad Jiménez ‏ في المكسيك. نشط حزبياً في الحزب الثوري المؤسساتي. وقد انتخب عضو مجلس النواب المكسيك ‏.